# TAL1
La proteína 1 de leucemia linfoide aguda de células T es una proteína codificada en humanos por el gen tal1. TAL1 es un factor de transcripción con un dominio hélice-bucle-hélice implicada, cuando está truncada o ausente, en el desarrollo de leucemia linfoide aguda de células T.

## Interacciones
La proteína TAL1 ha demostrado ser capaz de interaccionar con:
- LMO1[3][4]
- LDB1[5]
- SIN3A[6]
- LMO2[4][3][5][7]
- Sp1[8]
- TCF3[5][9]
- CBFA2T3[5]
- EP300[10]
- GATA1[5][7]